# MTV Europe Music Award alla miglior artista femminile
L'MTV Europe Music Award alla miglior artista femminile (MTV Europe Music Award for Best Female) è stato uno dei premi principali degli MTV Europe Music Awards, assegnato dal 1994. 
Nel 2007 e nel 2008 sia questo premio, sia quello al miglior artista maschile sono stati sostituiti da una categoria generale (MTV Europe Music Award al miglior artista), in cui i nominati sono di entrambi i sessi. La divisione tra i generi è stata poi reintrodotta dal 2009 al 2017.

## Albo d'oro

### Anni 1990

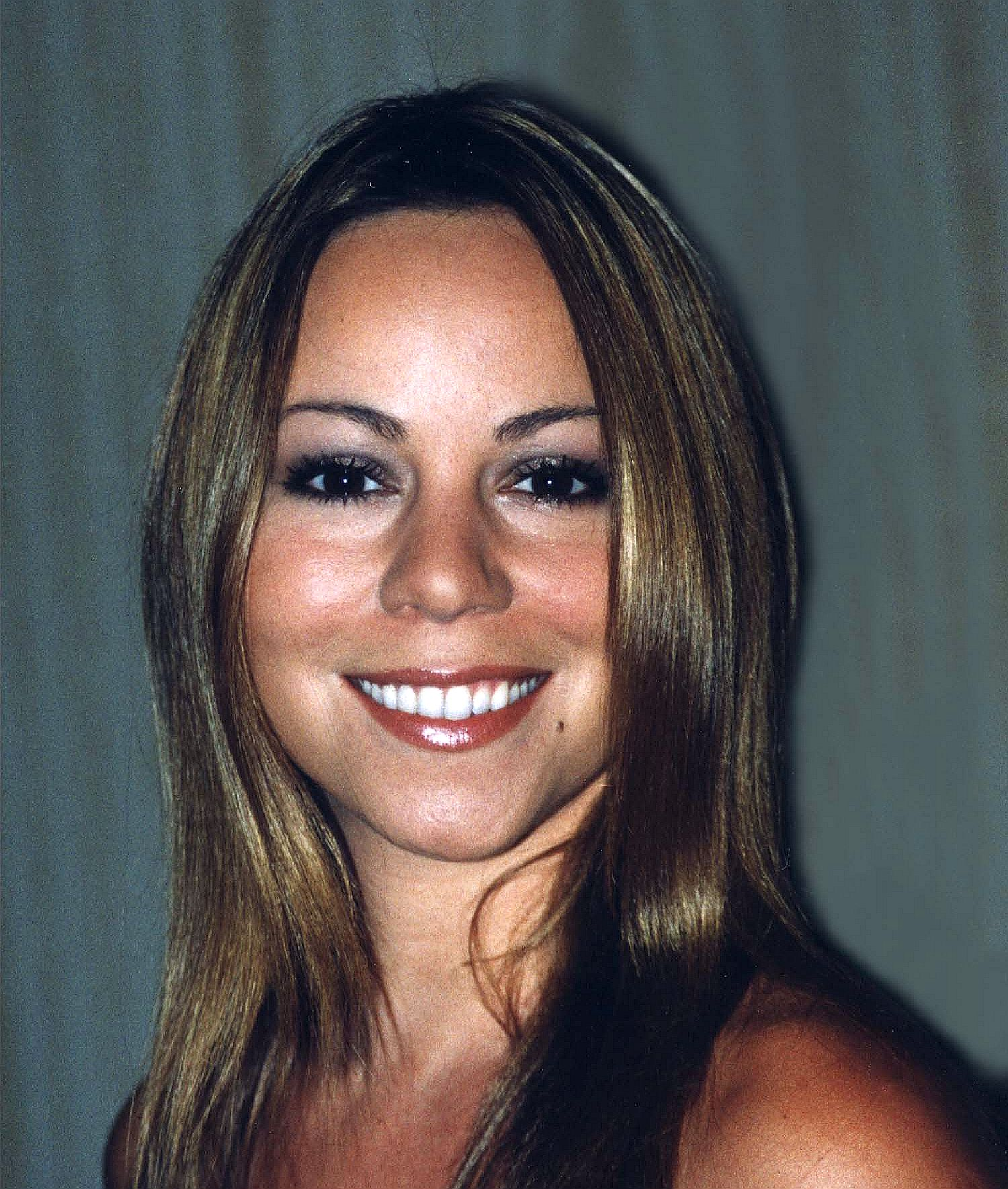
Mariah Carey, vincitrice nel 1994.

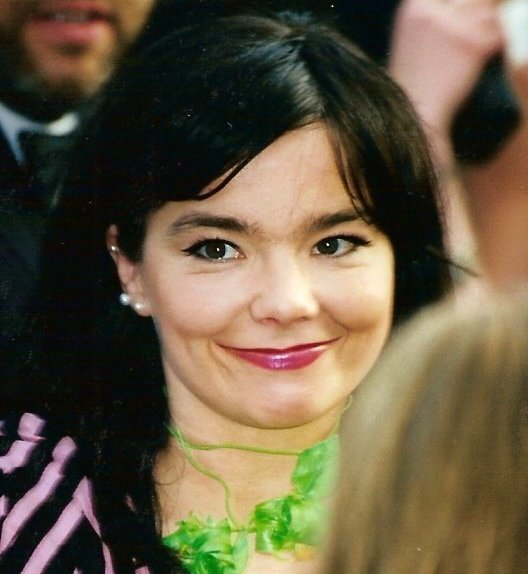
Björk, vincitrice nel 1995.

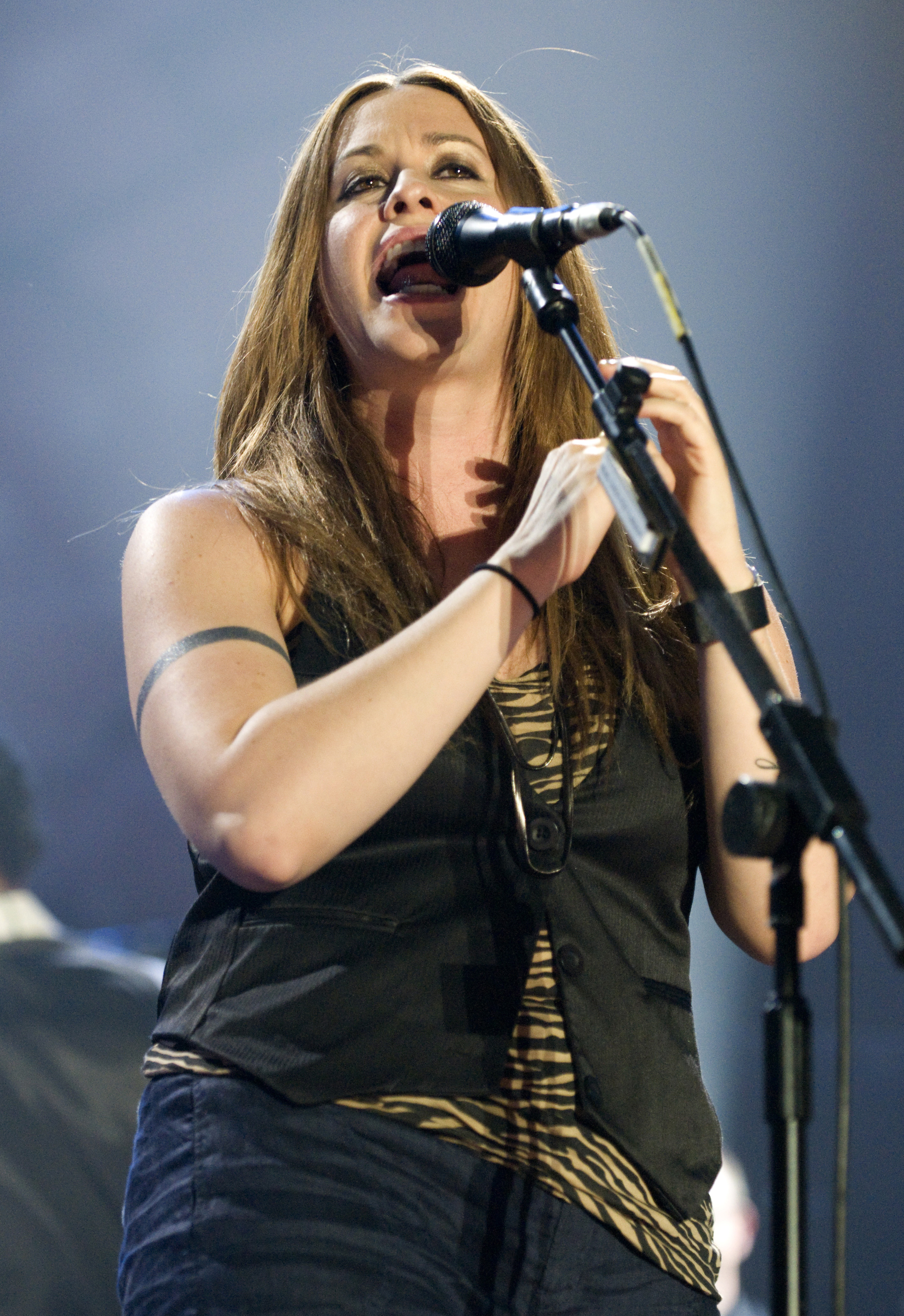
Alanis Morissette, vincitrice nel 1996.

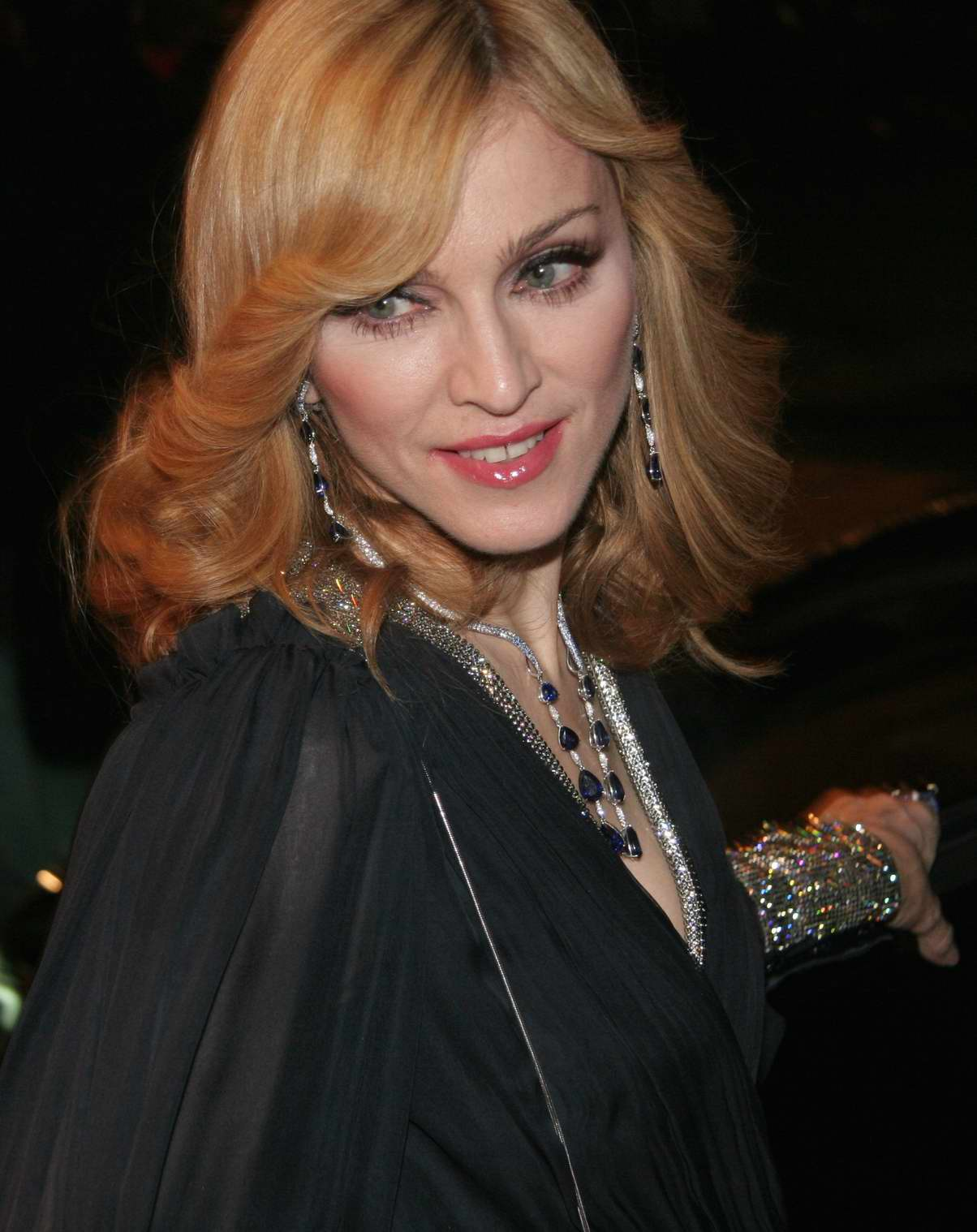
Madonna, vincitrice nel 1998 e nel 2000.

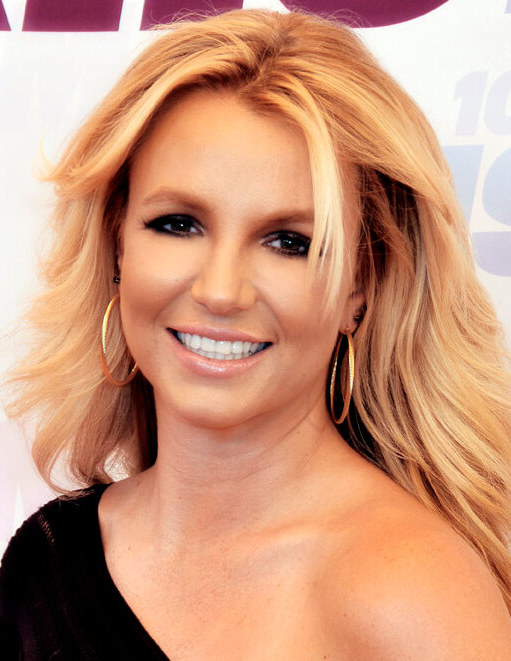
Britney Spears, vincitrice nel 1999 e nel 2004.

- 1994
  -  Mariah Carey
  -  Tori Amos
  -  Björk
  -  Neneh Cherry
  -  Marusha
- 1995
  -  Björk
  -  Sheryl Crow
  -  PJ Harvey
  -  Janet Jackson
  -  Madonna
- 1996
  -  Alanis Morissette
  -  Björk
  -  Toni Braxton
  -  Neneh Cherry
  -  Joan Osborne
- 1997
  -  Janet Jackson
  -  Björk
  -  Toni Braxton
  -  Sheryl Crow
  -  Madonna
- 1998
  -  Madonna
  -  Mariah Carey
  -  Céline Dion
  -  Natalie Imbruglia
  -  Janet Jackson
- 1999
  -  Britney Spears
  -  Geri Halliwell
  -  Lauryn Hill
  -  Whitney Houston
  -  Madonna

### Anni 2000

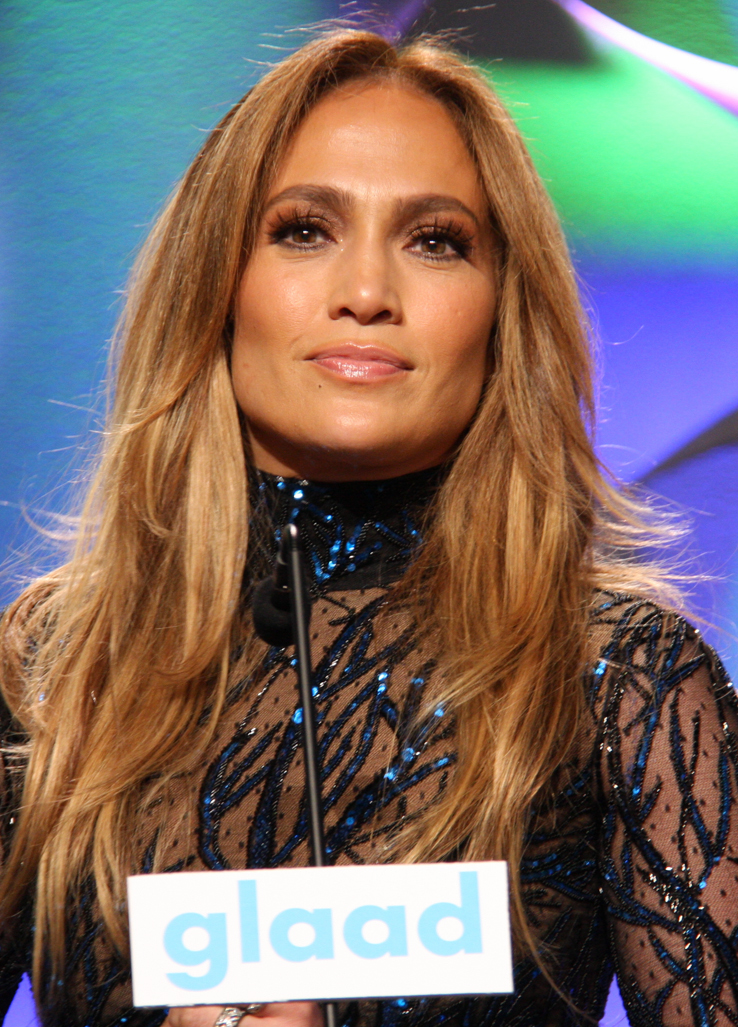
Jennifer Lopez, vincitrice nel 2001 e nel 2002.

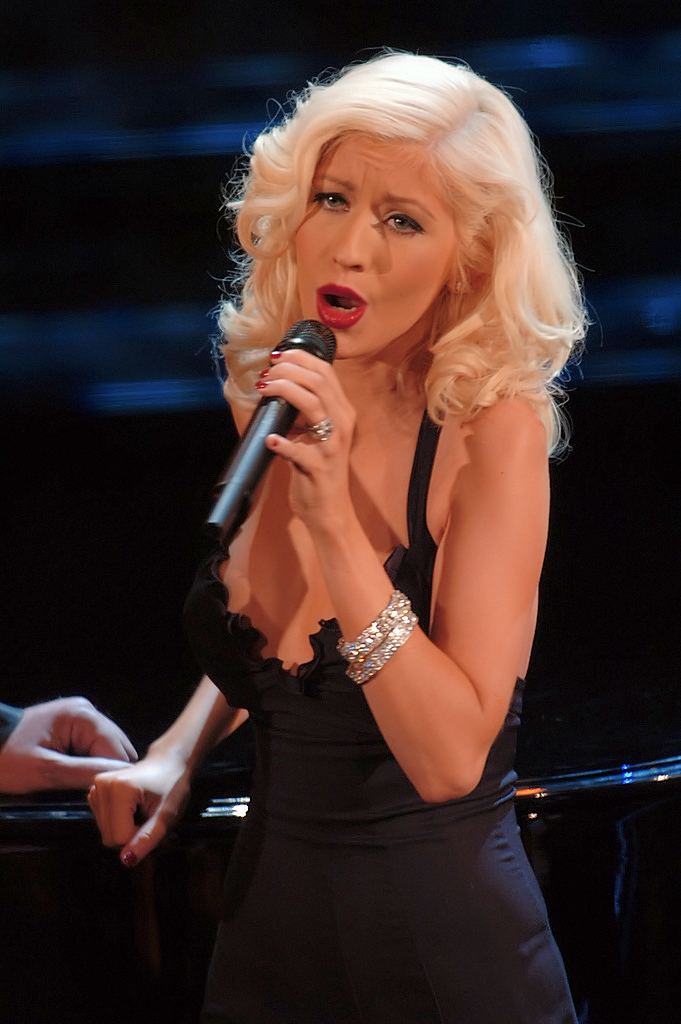
Christina Aguilera, vincitrice nel 2006.

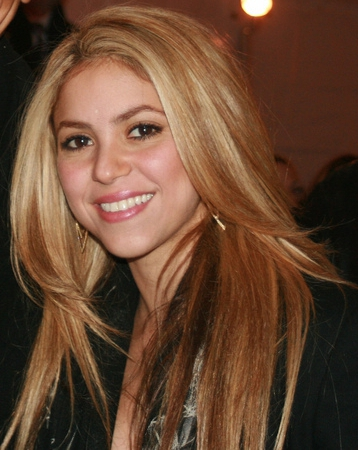
Shakira, vincitrice nel 2005.

- 2000
  -  Madonna
  -  Melanie C
  -  Janet Jackson
  -  Jennifer Lopez
  -  Britney Spears
- 2001
  -  Jennifer Lopez 
  -  Mariah Carey
  -  Dido
  -  Janet Jackson
  -  Madonna
- 2002
  -  Jennifer Lopez 
  -  Kylie Minogue
  -  Pink
  -  Shakira
  -  Britney Spears
- 2003
  -  Christina Aguilera 
  -  Beyoncé
  -  Madonna
  -  Kylie Minogue
  -  Pink
- 2004
  -  Britney Spears 
  -  Anastacia
  -  Beyoncé
  -  Alicia Keys
  -  Avril Lavigne
- 2005
  -  Shakira
  -  Mariah Carey
  -  Missy Elliott
  -  Alicia Keys
  -  Gwen Stefani
- 2006
  -  Christina Aguilera 
  -  Beyoncé
  -  Nelly Furtado
  -  Madonna
  -  Shakira
- 2009
  -  Beyoncé 
  -  Katy Perry
  -  Lady Gaga
  -  Leona Lewis
  -  Shakira

### Anni 2010

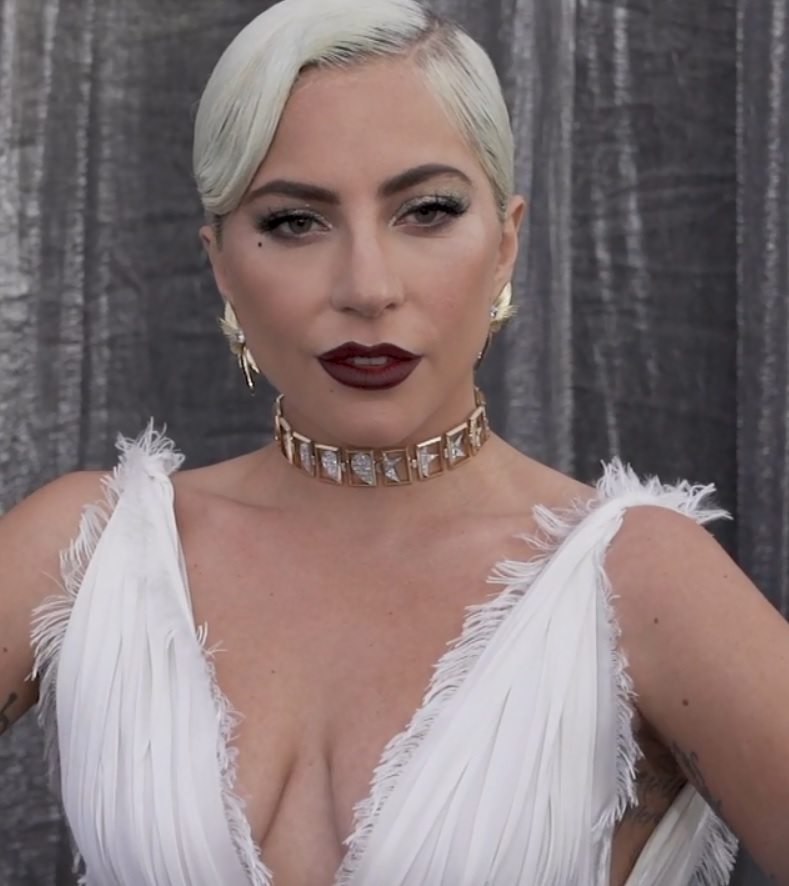
Lady Gaga, vincitrice nel 2010, 2011 e nel 2016.

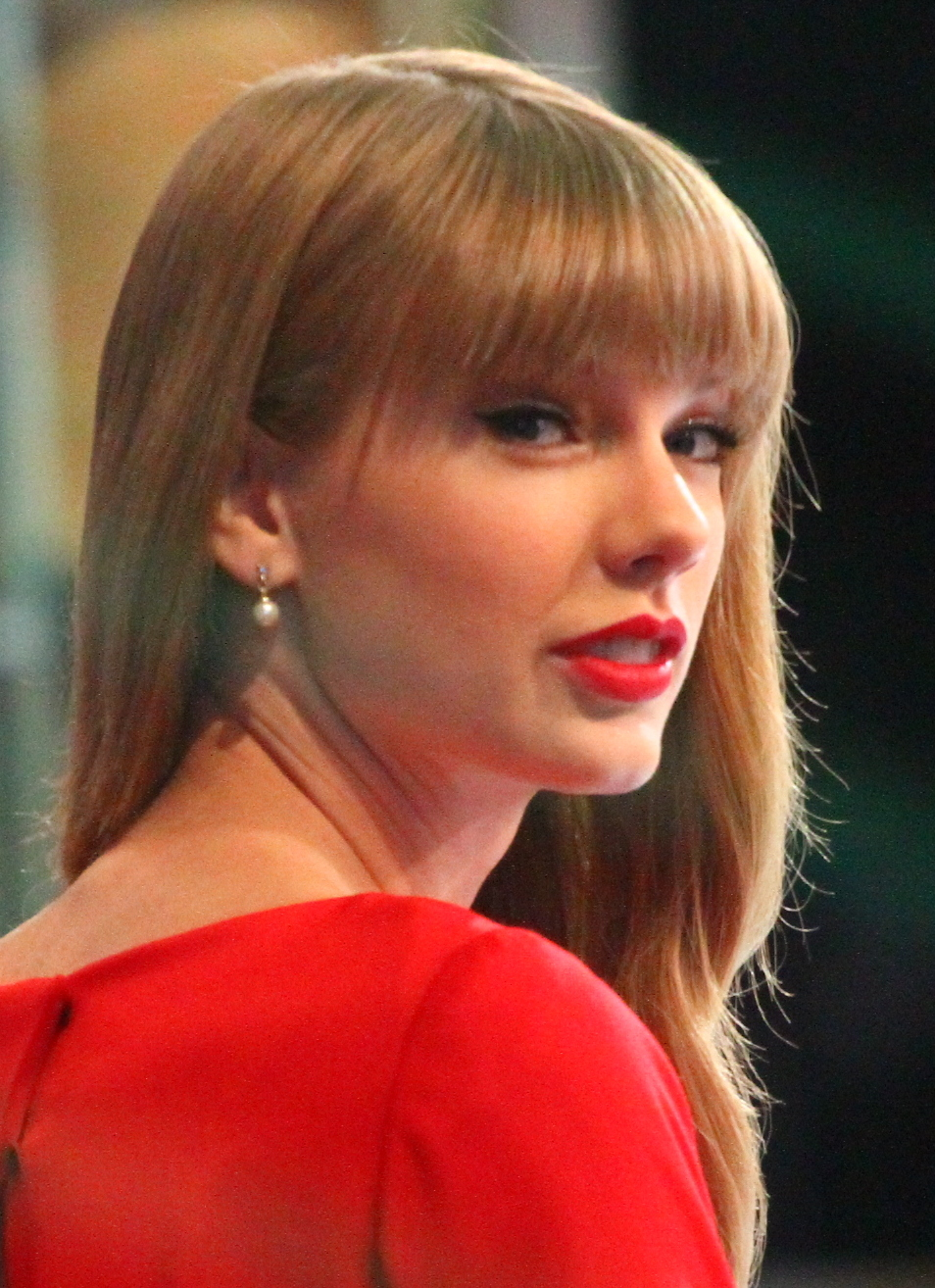
Taylor Swift, vincitrice nel 2012.

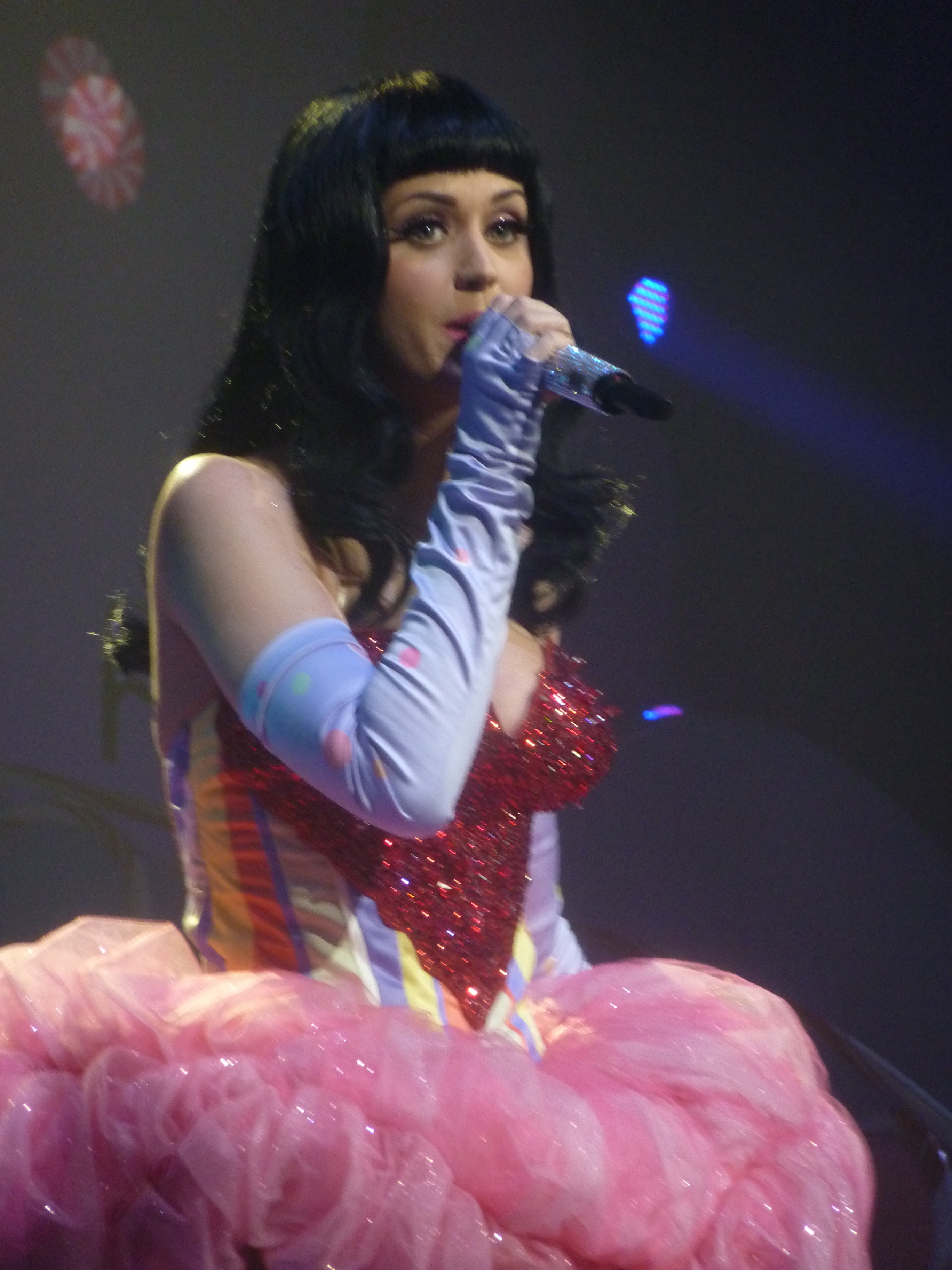
Katy Perry, vincitrice nel 2013.

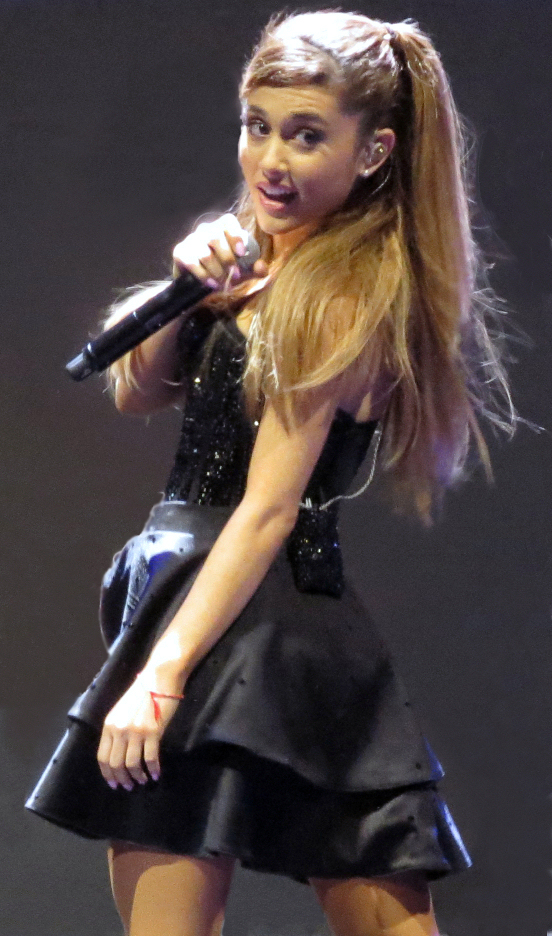
Ariana Grande, vincitrice nel 2014.

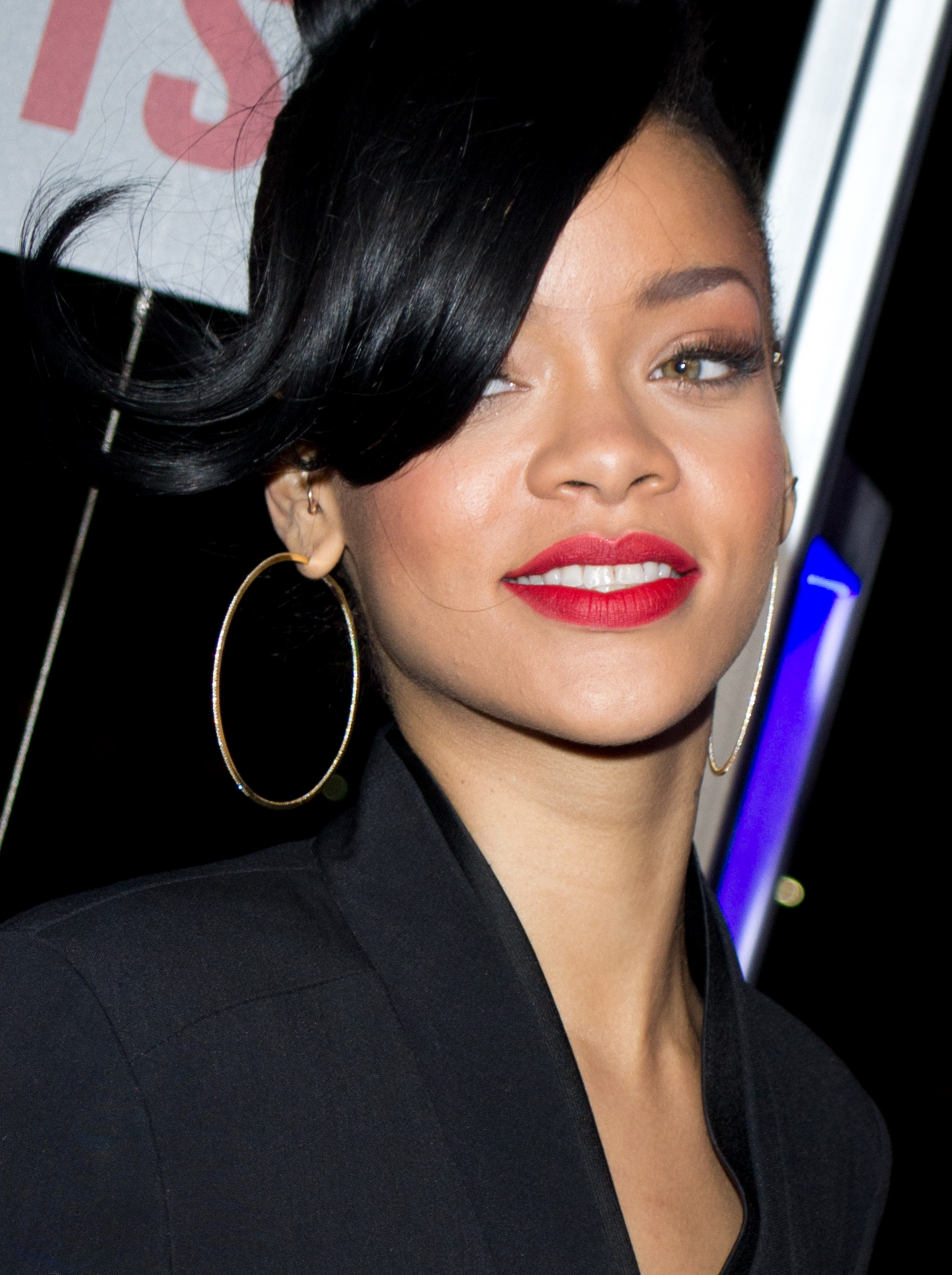
Rihanna, vincitrice nel 2015.

- 2010[1]
  -  Lady Gaga
  -  Miley Cyrus
  -  Katy Perry
  -  Rihanna
  -  Shakira
- 2011[2]
  -  Lady Gaga
  -  Adele
  -  Beyoncé
  -  Jennifer Lopez
  -  Katy Perry
- 2012[3][4]
  -  Taylor Swift
  -  Katy Perry
  -  Nicki Minaj
  -  Pink
  -  Rihanna
- 2013[5][6]
  -  Katy Perry
  -  Miley Cyrus
  -  Selena Gomez
  -  Lady Gaga
  -  Taylor Swift
- 2014[7]
  -  Ariana Grande
  -  Beyoncé
  -  Katy Perry
  -  Nicki Minaj
  -  Taylor Swift
- 2015[8]
  -  Rihanna
  -  Ellie Goulding
  -  Miley Cyrus
  -  Nicki Minaj
  -  Taylor Swift
- 2016[9]
  -  Lady Gaga
  -  Rihanna
  -  Beyoncé
  -  Adele
  -  Sia

## Statistiche e record
L'artista con più vittorie è Lady Gaga con 3 premi, seguita da Madonna, Britney Spears, Jennifer Lopez e Christina Aguilera con 2 premi vinti ciascuna.